# Pilosocereus polygonus
Pilosocereus polygonus är en kaktusväxtart som först beskrevs av Jean-Baptiste de Lamarck, och fick sitt nu gällande namn av Byles och Gordon Douglas Rowley. Pilosocereus polygonus ingår i släktet Pilosocereus och familjen kaktusväxter. Inga underarter finns listade i Catalogue of Life.

## Bildgalleri

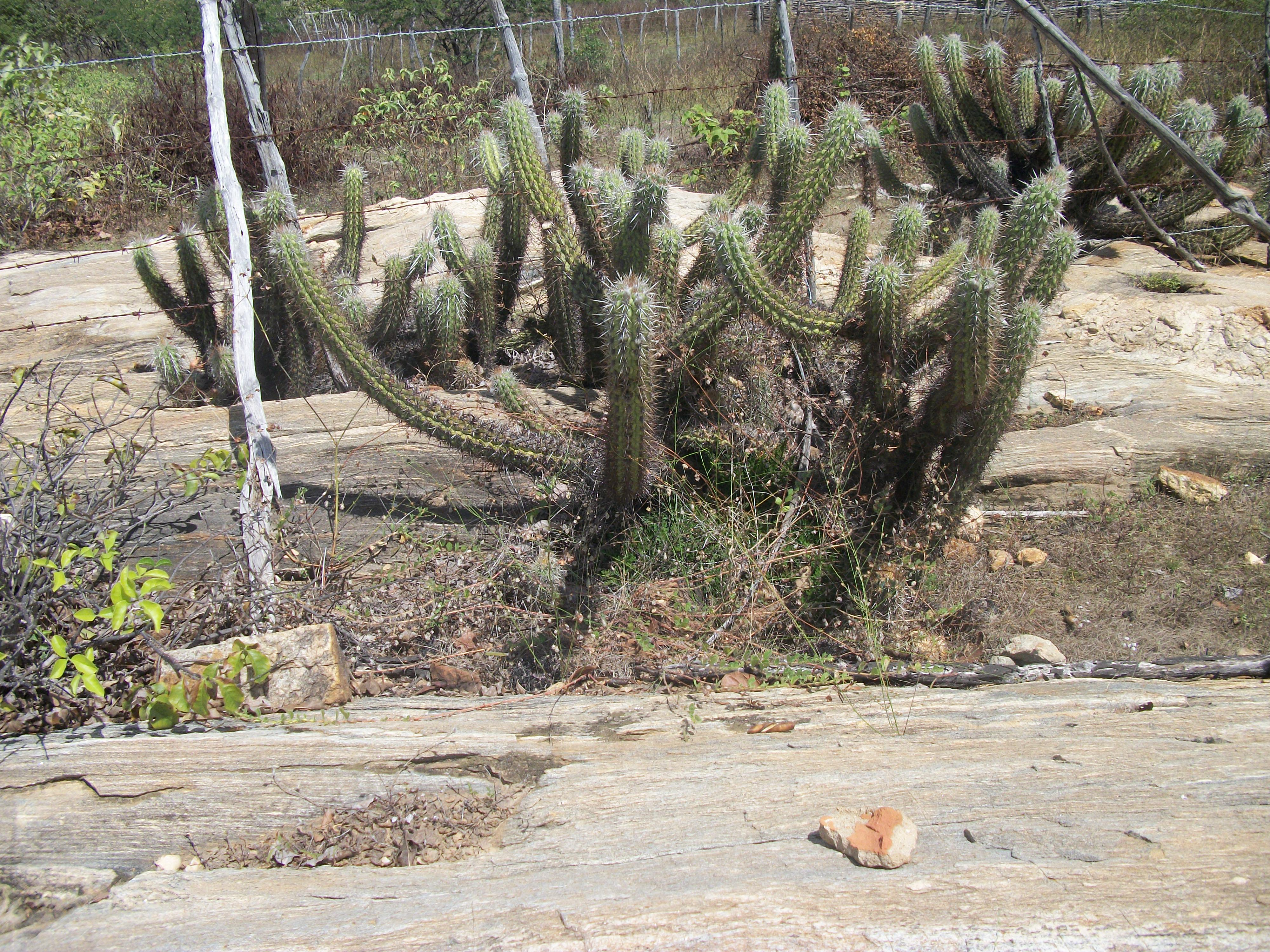
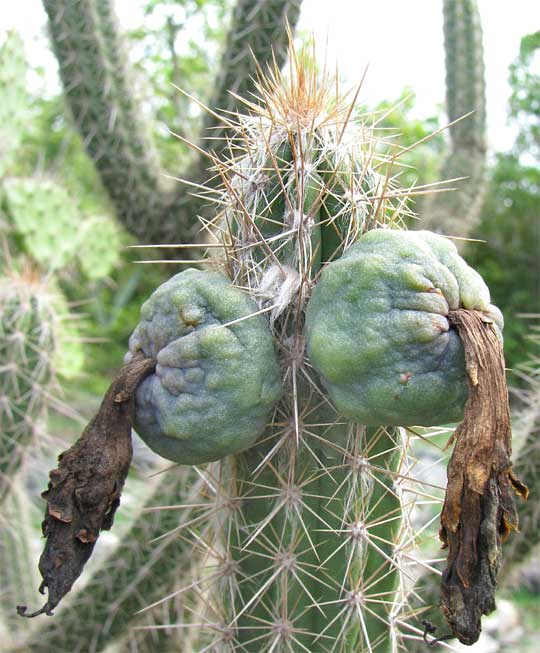
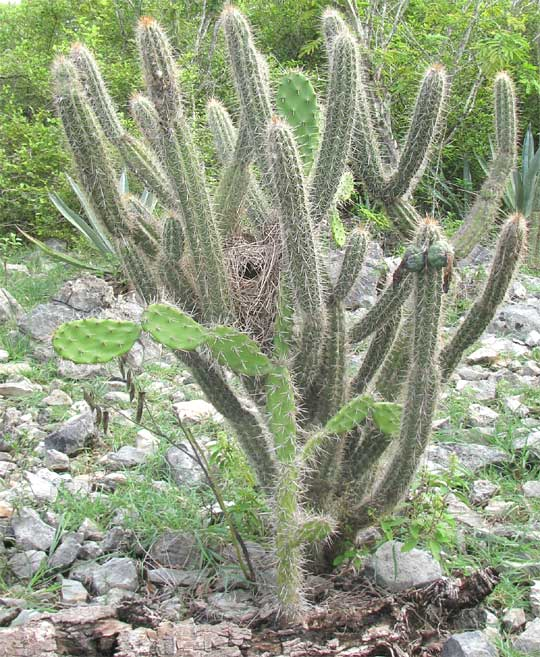
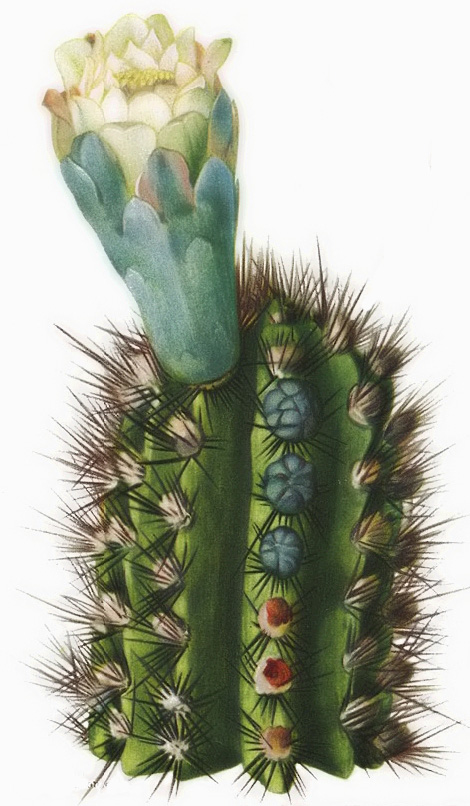
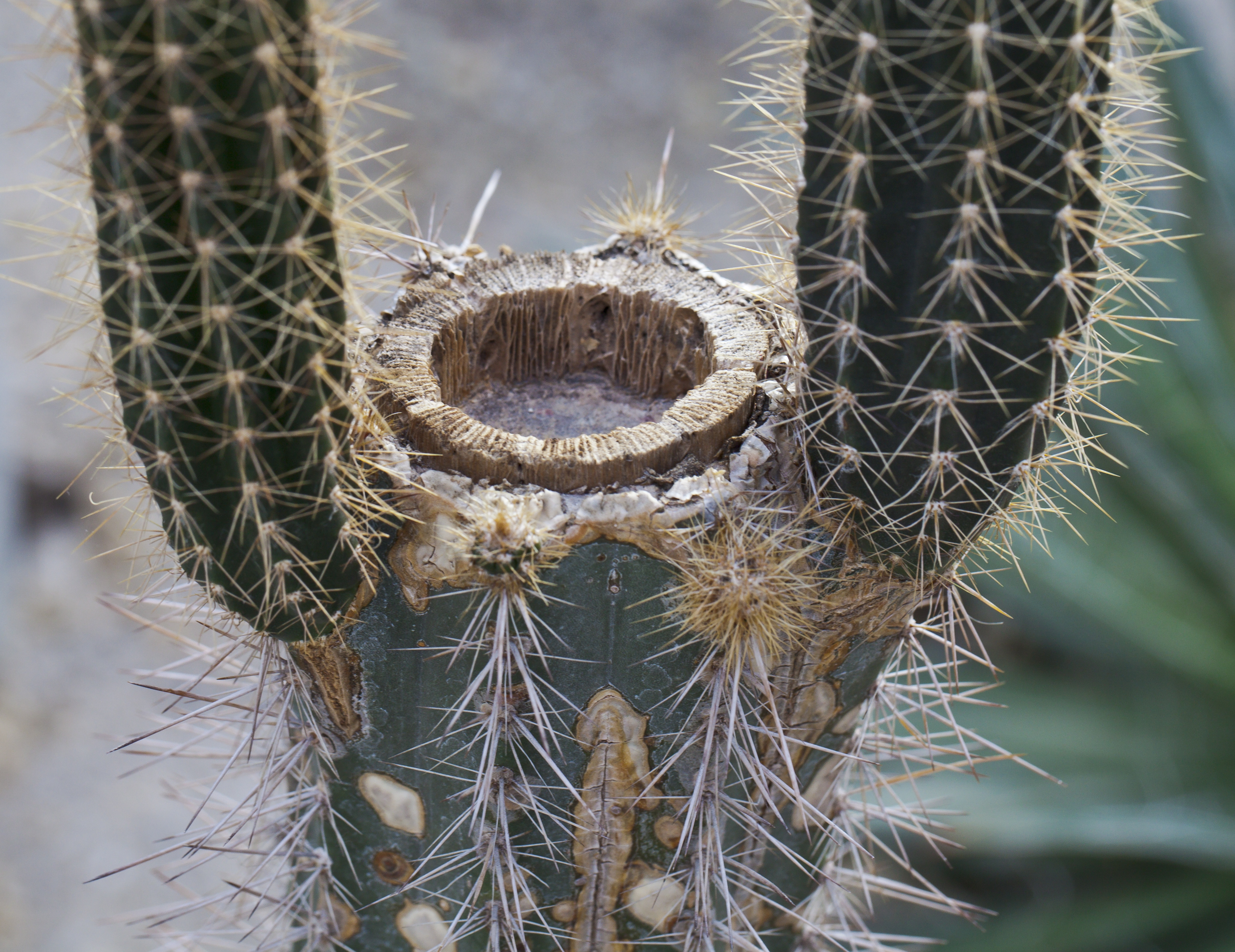
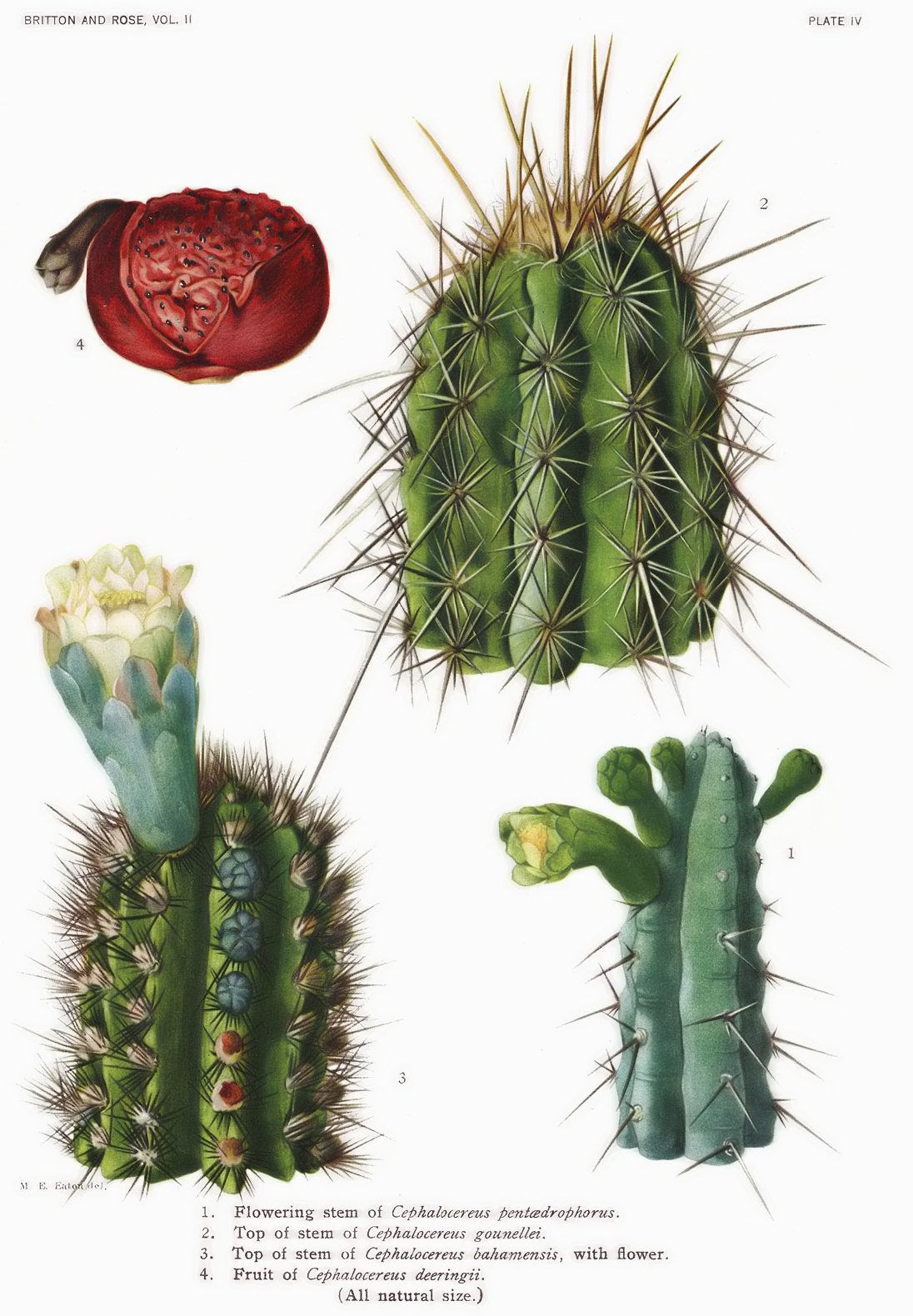